# Simulium wygodzinskyorum
Simulium wygodzinskyorum är en tvåvingeart som beskrevs av Coscaron och Py-daniel 1989. Simulium wygodzinskyorum ingår i släktet Simulium och familjen knott.
Artens utbredningsområde är Peru. Inga underarter finns listade i Catalogue of Life.